# Georges Mikautadze
Georges Mikautadze - em georgiano, ჟორჟ მიქაუტაძე Zhorzh Mikautadze (Lyon, 31 de outubro de 2000) é um futebolista franco-georgiano que atua como centroavante. Atualmente joga no Lyon.

## Carreira
Jogou nas categorias de base de FC Gerland, Lyon e Saint-Priest até 2016, ano em que chegou ao Metz, fazendo sua estreia profissional em dezembro de 2019, contra o Nice, assinando em seguida o primeiro contrato profissional. Em sua primeira temporada, lutou para conseguir espaço, alternando entre os times principal e reserva dos Grenats.
Em junho de 2020, Mikautadze e outros 5 jogadores do Metz foram emprestados ao Seraing, clube da segunda divisão belga. Em seus primeiros 9 jogos, marcou 15 gols (destes, 4 foram na estreia do atacante, na partida contra o Lommel), sendo escolhido para o onze ideal da temporada. Em agosto de 2021, foi novamente emprestado ao Seraing, agora na primeira divisão. Um gol de Mikautadze no playoff de rebaixamento contra o Molenbeek salvou a equipe da queda para o segundo nível do futebol belga.
De volta ao Metz em 2022, contribuiu para o acesso do clube para a Ligue 1, chegando a ser escolhido seis vezes consecutivas para o time da semana da Ligue 2. Terminou a temporada como artilheiro (23 gols) e eleito o melhor jogador da segunda divisão francesa. Ainda participou de 3 jogos com o Metz até agosto de 2023 (marcou 2 gols e deu 3 assistências), quando assinou com o Ajax por 5 temporadas - a equipe neerlandesa pagou 16 milhões de euros para contar com o jogador, aumentando para 19 milhões em prêmios adicionais.

## Seleção Georgiana
Nascido em Lyon, Mikautadze afirmava que desde a infância pretendia representar a Seleção Georgiana, fazendo sua estreia em março de 2021 contra a Suécia, pelas eliminatórias da Copa de 2022, e marcou seu primeiro gol em junho do mesmo ano, num amistoso contra a Romênia. Foi artilheiro da Eurocopa de 2024, com 3 gols, ao lado de Cody Gakpo, Harry Kane, Jamal Musiala, Dani Olmo e Ivan Schranz.

## Títulos

### Individuais
Metz
- Artilheiro da Ligue 2 de 2022–23 (23 gols)[carece de fontes?]
- Jogador do ano da Ligue 2: 2022–23[17]
- Time do Ano da Ligue 2: 2022–23[18]

Geórgia
- Artilheiro do Campeonato Europeu de 2024 (3 gols)[16]